# Vipera seoanei
La víbora de Seoane o víbora cantábrica (Vipera seoanei) es una especie de víbora presente en la cornisa cantábrica de España, el suroeste de Francia y el norte del Portugal. Puede alcanzar los 70 cm de longitud. Debe su nombre al naturalista gallego Víctor López Seoane.

## Descripción
Es una víbora de talla mediana, en comparación con otras especies europeas, con una cabeza grande y el hocico aplastado o ligeramente levantado. La cola es pequeña (10-15 % del total). Los adultos pueden alcanzar los 70-75 cm de longitud total, pero usualmente varían entre los 45 y 58 cm. Es una especie muy polimórfica, con una variación individual y geográfica notable.
Las marcas vertebrales y laterales son muy variables, con cuatro patrones distintos:
ClásicoEs el más característico; la coloración de fondo dorsal y lateral es beige o gris claro. En el dorso hay una banda longitudinal más oscura con marcas negras alternas u opuestas que pueden formar una banda en zigzag bien desarrollada.
BilineataLa banda longitudinal está separada en dos bandas longitudinales dorsolaterales sobre un fondo generalmente negro y uniforme.
CantábricaExiste una reducción o ausencia total de la banda longitudinal. El zigzag dorsal es más estrecho y puede ser interrumpido formando bandas negras transversales sobre fondo gris.
UniformeEstá caracterizado por una coloración de fondo gris oscura, homogénea, sin marcas oscuras en el lado dorsal.
Los individuos melánicos son más frecuentes en áreas de montaña. El lado ventral es menos variable, siendo de color gris oscuro o negro con pequeñas manchas blancas en los bordes lateral y posterior de las escamas ventrales. La punta de la cola puede ser amarilla o naranja.

## Taxonomía
Fue descrita inicialmente por Lataste en 1879 como una subespecie de la víbora europea (Vipera berus) y clasificada como Vipera berus seoanei, estatus que mantuvo durante casi un siglo, hasta que, atendiendo a las diferencias en la morfología externa, Saint Girons & Duguy la elevaron al rango de especie en 1976 clasificándola como Vipera seoanei. Actualmente se reconocen dos subespecies, la forma nominal Vipera seoanei seoanei y la subespecie Vipera seoanei cantabriaca, aunque individuos morfológicamente distintos e intermedios pueden ser hallados juntos. 

### Vipera seoanei seoanei
La subespecie nominal se caracteriza por tener un número reducido de escamas ventrales (137). Es muy polimórfica, con importantes variaciones en el patrón de coloración (incluye los patrones Clásico, Uniforme, Bilineata y melánico), en el nivel de fragmentación de las escamas cefálicas y en la toxicidad del veneno. En las poblaciones del País Vasco, Cantabria y áreas costeras y centrales de Asturias, las escamas cefálicas están poco fragmentadas, los individuos tienen frecuentemente el patrón Clásico y el veneno menos tóxico. En las poblaciones de Galicia las escamas están más fragmentadas y el patrón Clásico es menos frecuente. En los Picos de Europa existe una elevada proporción de individuos con los patrones de coloración Bilineata y Uniforme y la toxicidad del veneno es intermedia con la otra subespecie.

### Vipera seoanei cantabrica
Esta subespecie presenta un número elevado de escamas ventrales (141-143), y las cefálicas están muy fragmentadas, con el patrón de coloración Cantábrico y con un veneno de niveles elevados de toxicidad. Se localiza en el norte de León, en el área sudoeste de los Picos de Europa y en las montañas de Galicia oriental y sudoeste de Asturias.

## Distribución y hábitat

### Distribución
Su área de distribución ocupa el norte y noroeste de la península ibérica desde Galicia y el extremo norte de Portugal hasta Navarra. Aunque su distribución se extiende unos pocos kilómetros por áreas muy localizadas del extremo suroeste de Francia, esta especie se considera un endemismo ibérico. El área de distribución es principalmente parapátrica con la distribución de las otras víboras ibéricas (V. latastei y V. aspis), lo que es un patrón típico de los vipéridos europeos.
La subespecie cantábrica se distribuye por la mitad norte de León, suroeste de Asturias y sureste de Galicia a una altitud media de 800-1000 m sobre el nivel del mar. Por su parte la forma nominal (Vipera seoanei seoanei) se extiende desde el extremo norte de Portugal por encima del río Duero hasta Navarra y el extremo suroeste del pirineo francés, y la altitud media donde habita es de 600 m aunque puede encontrarse desde 0 a 1600 m sobre el nivel del mar.

### Hábitat
El hábitat característico de V. seoanei es homogéneo en toda su área de distribución, ocupando bosques abiertos y húmedos de Quercus robur y Quercus pyrenaica, zonas de encuentro entre bosques y prados y áreas con abundante vegetación basal que permitan la actividad de termorregulación. Al igual que la mayoría de vipéridos europeos habita generalmente lugares donde predominan los helechos, ya que este tipo de planta favorece su camuflaje.
Existen algunas diferencias apreciables en las preferencias de ambas subespecies. La V. seoanei cantábrica prefiere lugares menos húmedos, más próximos al monte mediterráneo, con predominio de robles y brezo, mientras V. Seoanei seoanei elige zonas de mayor humedad.

## Depredación
Es depredada por rapaces como el águila culebrera (Circaetus gallicus), el busardo ratonero (Buteo buteo), y mamíferos como el zorro (Vulpes vulpes), la nutria (Lutra lutra), el gato montés (Felis silvestris) y la gineta (Genetta genetta).

## Amenazas
El principal factor que amenaza a la especie es la destrucción de los hábitats, debido a la intensificación de la agricultura, con la destrucción de los márgenes de los bosques y muros de piedra y la plantación extensiva de Pinus y Eucalyptus. La persecución directa y los atropellos en la carretera son factores de amenaza adicionales para esta especie. En Francia las poblaciones están aisladas y algunas amenazadas por la urbanización de su hábitat. En Portugal las poblaciones están aisladas, y la zona de ocupación y calidad de los hábitats están en continuo declive.